# سالی پرسمن
سالی پرسمن (انگلیسی: Sally Pressman؛ زادهٔ ۱ اوت ۱۹۸۱) هنرپیشه و رقاص اهل ایالات متحده آمریکا است.
وی با نام کامل سالی پرسمن برنشتاین انگلیسی: Sally Pressman Bernstein در ۱ اوت ۱۹۸۱ در شهر نیویورک زاده شد.

## زندگی خصوصی
او در سال ۲۰۱۱ با دیوید کلیتون راجرز ازدواج نمود و آن‌ها یک فرزند دختر دارند.

## فیلم‌شناسی
شهرت وی بخاطر مجموعه تلویزیون همسران ارتش (۲۰۰۷–۲۰۱۲، ۲۰۱۳)، و فیلم‌های دختر بهترین دوستم (۲۰۰۸) و دلزده از عشق: اسرار یک معتاد به سکس (۲۰۰۸) است.